# Коуди (музыкальный инструмент)
Коуди (кит. трад. 口笛, пиньинь kǒudí) — маленькая китайская бамбуковая флейта. Это самая маленькая флейта в семействе китайских флейт. Она была изобретена в 1971 году музыкантом Юй Сюньфа (俞逊发).

## Обзор
В 1971 году известный китайский флейтист Юй Сюньфа, вдохновленный оригинальным доисторическим инструментом, изготовил первый коуди с диапазоном в одну октаву. Два года спустя он познакомил публику с инструментом, исполнив переработанную румынскую народную песню "Жаворонок". После этого, чтобы расширить диапазон, Сюй сделал коуди с пятью отверстиями, а Бай Чэнжэнь (白诚仁) сочинил произведение «Утро деревни Мяо». Таким образом коуди стал широко известен в Китае.
Инструмент производится в двух размерах. Меньший размер, называемый гаоинь коди, составляет 5–6 см в длину, имеет только отверстия по бокам, где большие пальцы могут контролировать высоту тона, постепенно открывая отверстия. Больший размер, называемый чжунъинь коуди, составляет 8–9 см в длину и имеет дополнительные 2–4 отверстия спереди (при игре пальцами эти отверстия придают немного большую точность изменению высоты тона). 
Родственный инструмент в провинции Хунань, называемый тулян, также имеет центральное отверстие и открытый конец, но он намного больше (по размеру сравним с куди).
Одними из самых известных композиций для коуди являются «Утро деревни Мяо» и "Жаворонок". Инструмент также используется в китайских оркестровых произведениях, таких как Fei Tian.

## Известные исполнители
- Ю Сюньфа, Китай
- Чжан Юнмин, Китай